# Bożena Porzyńska
Bożena Antonina Porzyńska (ur. 26 lutego 1944 w Landwarowie) – polska śpiewaczka operowa i solowa (sopran, mezzosopran), pedagog, profesor śpiewu solowego, do jej najwybitniejszych wychowanków należą m.in. Dawid Jung (tenor dramatyczny występujący w Rzymie, kantor papieski, doskonalił wokalistykę w Italii), Katarzyna Mędlarska (sopran dramatyczny występująca we Włoszech) i prof. dr hab. Aleksandra Bubicz-Mojsa (sopran koloraturowy).

## Życiorys
Urodziła się 26 lutego 1944 w Landwarowie na Wileńszczyźnie, w rodzinie o wielopokoleniowych tradycjach artystycznych (m.in. jej dziadek był pianistą i organistą). Naukę śpiewu rozpoczęła w Państwowej Średniej Szkole Muzycznej w Gdańsku-Wrzeszczu pod kierunkiem Haliny Mickiewiczówny, którą ukończyła w 1968 roku. Równocześnie przez dwa lata zdobywała umiejętności aktorskie, pracując w gdańskim Teatrze Miniatura. Studia wokalne w gdańskiej Państwowej Wyższej Szkole Muzycznej w Gdańsku w klasie śpiewu Barbary Bragińskiej-Iglikowskiej ukończyła z wyróżnieniem w 1974 roku. Już jako studentka rozpoczęła  błyskawiczną karierę, zdobywając nagrody na trzech międzynarodowych konkursach wokalnych. Zadebiutowała w 1974 roku na scenie Opery Bałtyckiej w Gdańsku partią Madame Butterfly w operze G. Pucciniego.

## Kariera artystyczna
W 1975 roku podjęła roczną współpracę z Teatrem Wielkim w Łodzi, by kolejne dwa sezony spędzić na scenie Opery Bałtyckiej w Gdańsku. W latach 1977–1981 była śpiewaczką w Teatrze Wielkim w Poznaniu, a w latach 1981–1984 śpiewała w Opery w Bydgoszczy. Potem w 1984–1989 powróciła na scenę Opery Bałtyckiej w Gdańsku.
Jako solistka teatrów operowych zasłynęła rolami w operach „Tosca” i „Madame Butterfly” G.Pucciniego, Miacaeli w „Carmen” G.Bizeta, Abigail w „Nabucco” G.Verdiego, Elzy z „Lohengrin” R.Wagnera, w tytułowych rolach w operach S.Moniuczki „Hrabina” i „Halka” oraz w „Eugeniuszu Onieginie” P.Czajkowskiego. W swoim repertuarze posiada 21 oper, partie oratoryjne oraz pieśni kompozytorów polskich i obcych. 
Występowała w wielu krajach europejskich (Bułgaria, RFN, NRD, Hiszpania, Słowacja, Francja, Rumunia, Wielka Brytania, Czechosłowacja, Belgia, Włochy) a także w Stanach Zjednoczonych i ZSRR.

## Działalność pedagogiczna
W 1979 roku objęła stanowisko starszego wykładowcy w Akademii Muzycznej w Poznaniu. Po przeniesieniu się do Gdańska, od 1982 roku, prowadzi klasę śpiewu solowego oraz naucza emisji głosu w Akademii Muzycznej w Gdańsku na Wydziale Aktorskim, obecnie w stopniu profesora tej uczelni. Jest także profesorem Akademii Muzycznej im. Feliksa Nowowiejskiego w Bydgoszczy, gdzie prowadzi klasę śpiewu solowego. Ponadto wykłada w tej uczelni na  Podyplomowym Studium Wokalistyki. Przez wiele lat prowadziła klasę śpiewu solowego w Szkole Muzycznej II stopnia im. Fryderyka Chopina w Gdańsku-Wrzeszczu. Przez dwa lata pracowała w Studium Wokalno-Aktorskim im. Danuty Baduszkowej przy Teatrze Muzycznym w Gdyni.

## Kariera naukowa
W 1986 roku uzyskała dyplom kwalifikacyjny I stopnia, a w 2001 roku - dyplom kwalifikacyjny II stopnia.

## Inna działalność
- W latach 2004–2005 była członkiem prawicowej partii politycznej „Dom Ojczysty”.
- Współpracowała ze Społeczną Fundacją Pamięci Narodu Polskiego - organizacją pozarządową o charakterze historyczno-patriotycznym, będąc jej Członkiem Zwyczajnym[8].
- Przewodniczyła jury III Wojewódzkiego Przeglądu Piosenki Patriotycznej w Gdyni (2010).
- Na stałe współpracuje z Instytutem Foniatrii w Gdańsku przy ustalaniu przyczyn powstawania chorób strun głosowych u wokalistów.

## Nagrania
W swoim dorobku artystka posiada kasetowe nagrania muzyki wokalnej o tematyce patriotycznej i religijnej:
- Dar Ducha dla Ojczyzny – wspólnie z Andrzejem Nanowskim (organy)
- Polskie Kolędy
- Pieśni Religijne – Mój Krzyż - wspólnie z Andrzejem Nanowskim (organy)
- Pieśni Religijne – Dar Serca - wspólnie z Andrzejem Nanowskim (organy)
- Ave Maria - wspólnie z Romanem Peruckim (organy), Krystyną Jurecką – skrzypce i Szymonem Pawłowskim – trąbka
- Najpiękniejsze Pieśni Patriotyczne Kompozytorów Polskich - wspólnie z Anną Prabucką-Firlej (fortepian)
- Pieśń Legionowa - wspólnie z Anną Prabucką-Firlej (fortepian)
- Pieśń Religijna - wspólnie z Andrzejem Nanowskim (organy)
- Zbudzić się z ułudnych snów (płyta CD), nagrania arii z oper, m.in.: Stanisław Moniuszko, Giuseppe Verdi, Giacomo Puccini, Piotr Czajkowski i in[9].

## Nagrody i wyróżnienia
- 1973 – IV nagroda w Tokijskim Konkursie Śpiewaczym za wykonanie partii Madame Butterfly z opery „Madame Butterfly” G.Pucciniego
- 1974 – I nagroda  i Grand Prix oraz Wielka Waza Prezydenta Francji na XX Międzynarodowym Konkursie Wokalnym w Tuluzie (Francja)[10]
- 1975 – III nagroda na XII Międzynarodowym Konkursie Wokalnym im. Francesco Vinas w Barcelonie
- 1975 – Nagroda Wojewody Gdańskiego za wybitne osiągnięcia w dziedzinie wokalistyki
- 1976 – Złoty Medal na Festiwalu Śpiewaczym im. Kati Popowej w Pleven (Bułgaria)
- 2024 – Nagroda Prezydenta Miasta Gdańska w dziedzinie kultury za całokształt pracy artystycznej[11] (z okazji 80. rocznicy urodzin)[5]
- 2024 – Brązowy Medal „Zasłużony Kulturze Gloria Artis”[12][13]

Źródło:.